# چاپلینا
چاپلینا (به لاتین: Čapljina) یک شهر در بوسنی و هرزگوین است که در کانتون هرزگوین-نرتوا واقع شده‌است. کاپلینا ۲۵۶ کیلومتر مربع مساحت و ۲۸٬۱۲۲ نفر جمعیت دارد.